# Aquiles Serdán, Minatitlán
Aquiles Serdán är en ort i Mexiko.   Den ligger i kommunen Minatitlán och delstaten Veracruz, i den sydöstra delen av landet, 500 km öster om huvudstaden Mexico City. Aquiles Serdán ligger 25 meter över havet och antalet invånare är 398.
Terrängen runt Aquiles Serdán är platt. Runt Aquiles Serdán är det ganska glesbefolkat, med 29 invånare per kvadratkilometer. Närmaste större samhälle är Carrizal Cinco de Febrero, 10,7 km söder om Aquiles Serdán. Trakten runt Aquiles Serdán består till största delen av jordbruksmark.